# توکتو (کانچیس-کایسپیکانچی)
توکتو (به اسپانیایی: Tuqtu) یک کوه در پرو است که در Peru, Cusco Region, Canchis Province, Quispicanchi Province واقع شده‌است. توکتو ۵٬۰۰۰ متر بالاتر از سطح دریا واقع شده‌است.